# Massacre de Nanquim
O Massacre de Nanquim, também conhecido como o Estupro de Nanquim, foi um episódio de assassinato em massa e estupros em massa cometidos por tropas do Império do Japão contra a cidade de Nanquim, na China, durante a Segunda Guerra Sino-Japonesa, na Segunda Guerra Mundial. O massacre ocorreu durante um período de seis semanas a partir de 13 de dezembro de 1937, o dia em que os japoneses tomaram Nanquim, que na época era a capital chinesa. Durante este período, dezenas de milhares, se não centenas de milhares de civis chineses e combatentes desarmados foram mortos por soldados do Exército Imperial Japonês. Estupros, incêndios e saques também ocorreram. Vários dos principais perpetradores das atrocidades, na altura rotulados como crimes de guerra, mais tarde foram julgados e considerados culpados pelo Tribunal Militar Internacional para o Extremo Oriente e pelo Tribunal de Crimes de Guerra de Nanquim, e foram executados. Outro autor chave, o príncipe Asaka, um membro da Família Imperial, que havia sido enviado ao front pelo próprio Imperador Hirohito, após o General Iwane Matsui adoecer, escapou da acusação por ter imunidade, concedida anteriormente pelos Aliados.
O número de mortos no massacre não pode ser estimado com precisão porque a maioria dos registros militares japoneses sobre os assassinatos foram deliberadamente destruídos ou mantidos em segredo logo após a rendição do Japão, em 1945. O Tribunal Militar Internacional para o Extremo Oriente estimou, em 1948, que mais de 200 mil chineses foram mortos no incidente. A estimativa oficial da China é de mais de 300 mil mortos, com base na avaliação do Tribunal de Crimes de Guerra de Nanquim em 1947. O número de mortos tem sido ativamente contestado entre os estudiosos desde a década de 1980, com estimativas que variam de 40 mil a mais de 300 mil seres humanos mortos.
O evento continua a ser uma questão política controversa, já que vários dos seus aspectos foram contestados por alguns revisionistas históricos e japoneses nacionalistas, que alegam que o massacre foi exagerado ou totalmente fabricado para fins de propaganda. Como resultado dos esforços nacionalistas para negar ou racionalizar os crimes de guerra, a controvérsia em torno do massacre continua a ser um obstáculo nas relações sino-japonesas, bem como nas relações japonesas com outras nações da Ásia-Pacífico, como Coreia do Sul e Filipinas.
Embora o governo japonês admita que os assassinatos de um grande número de não-combatentes, saques e outras violências cometidas pelo Exército Imperial Japonês depois da queda de Nanquim; os japoneses veteranos que serviram em Nanquim naquela época confirmaram que um massacre ocorreu, mas uma presente minoria, tanto no governo, quanto na sociedade japonesa, tem argumentado que o número de mortos era de natureza militar e que tais crimes de guerra nunca ocorreram. A negação do massacre (e um conjunto divergente de revisionismos dos assassinatos) tornou-se um ponto importante do nacionalismo japonês. No Japão, a opinião pública dos massacres varia e poucos negam a ocorrência total do massacre. No entanto, as tentativas recorrentes de negacionistas de promover uma história revisionista do incidente criaram uma polêmica que repercute periodicamente na mídia internacional, em particular na China, na Coreia do Sul e em outros países do Leste Asiático.

## Os responsáveis
- Imperador Hirohito
- Príncipe Tenente General Asaka Yasuhiko
- Príncipe marechal Kotohito Kan'in
- General Iwane Matsui
- General Nakajima Kesago
- General Yanagawa Heisuke
- Primeiro-ministro Fumimaro Konoe
- Ministro General Hajime Sugiyama

## O início

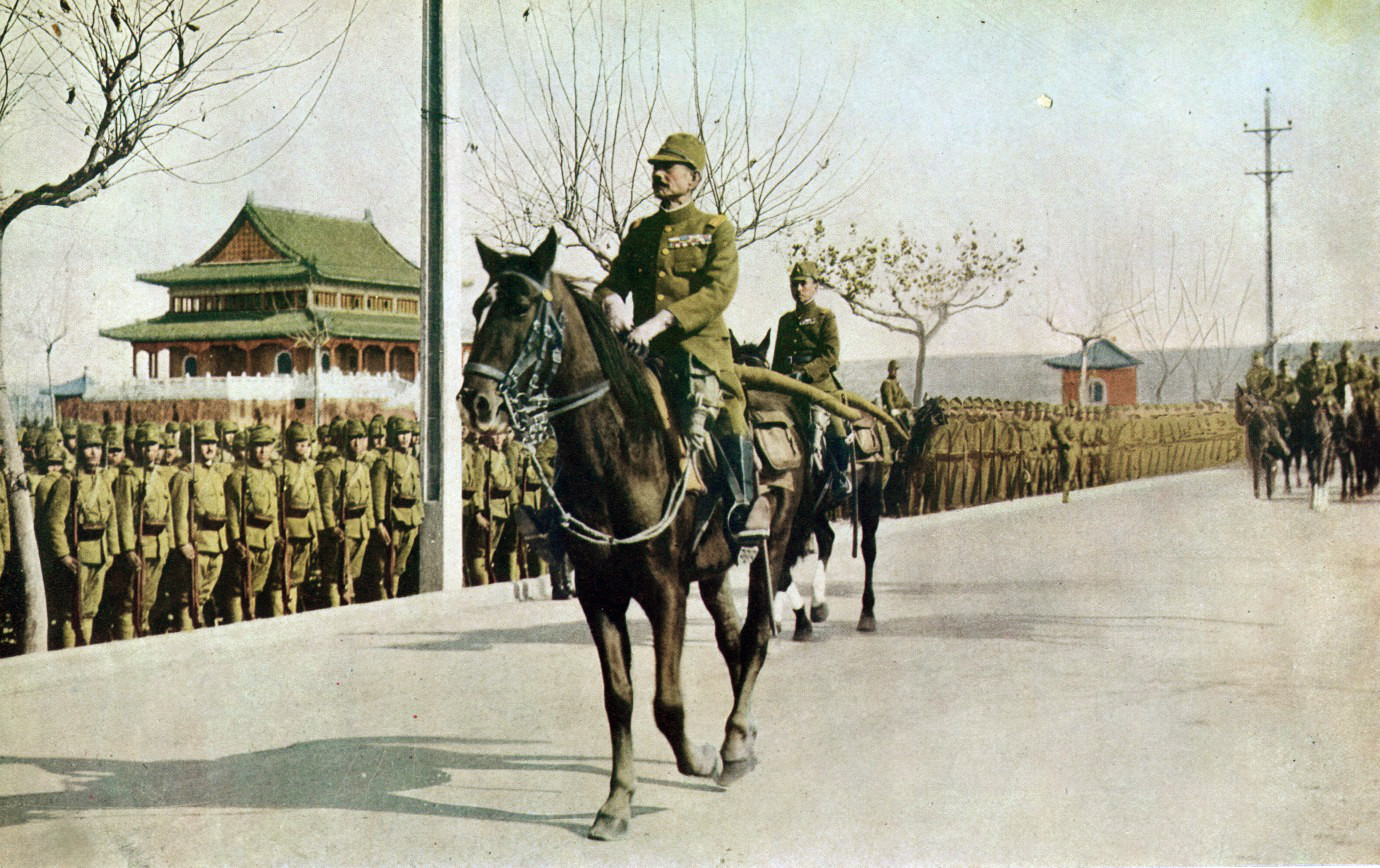
Iwane Matsui entra com suas tropas em Nanquim.

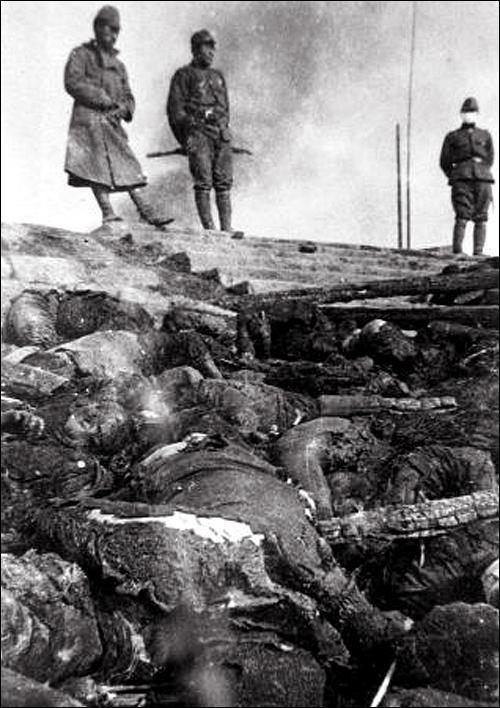
Corpos de chineses massacrados pelas forças japonesas ao longo do rio Nanquim

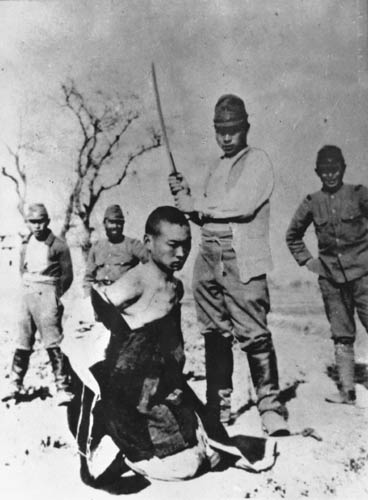
Prisioneiro de guerra chinês prestes a ser decapitado por soldado japonês

Em 7 de julho de 1937, o Exército Imperial Japonês inicia a execução de estratégias para conquistar Nanquim. Ao início de agosto de 1937, a Marinha Imperial Japonesa está posicionada na costa e inicia sucessivos disparos de canhões à costa chinesa, dando início ao desembarque do exército imperial japonês comandado pelo Chefe da Casa Marechal Kotohito Kan'in. O desembarque do  é constante até o final de agosto de 1937, estruturando nove unidades de infantaria e duas unidades de artilharia na costa chinesa, que marcham em direção a cidade de Xangai sobre forte bombardeio aéreo. Em um único fronte, conquistam as proximidades de Xangai ao final de outubro de 1937, dando início a batalha final para conquistar Xangai, que termina após quatro meses de combate. X conquistada ao final de novembro de 1937. Então, o exército imperial japonês inicia e estrutura dois frontes, um ao norte e outro ao sul de Nanquim. Dividindo-se em duas companhias, o exército imperial japonês está a 300 km de Nanquim.

## A defesa de Nanquim
O exército chinês e civis batem em retirada em direção a capital Nanquim após violenta derrota em Xangai. E adotam a tática de destruição de recursos e estruturas que possam ajudar o exército imperial japonês a se reestruturar para ganhar força e marchar em direção a Nanquim. O exército chinês estrutura um novo fronte que se divide em três companhias, a primeira ao norte, a segunda ao sul e a terceira ao leste de Nanquim, belicamente inferiores ao exército imperial japonês. Contando somente com apoio terrestre precariamente estruturado, iniciam os combates a 300 quilómetros de Nanquim.
A terceira companhia ao leste de Nanquim inicia o combate ao exército imperial japonês atacando a companhia do norte, a companhia comandada pelo general Matsui com seis unidades de infantaria e uma unidade de artilharia. A companhia chinesa ao leste é vencida pela companhia do norte do exército imperial japonês que marcha em direção a sua posição ao norte de Nanquim. Belicamente superior à companhia do sul, abre dois frontes ao norte de Nanquim contra a primeira companhia do exército chinês ao norte.
A segunda companhia ao sul inicia os combates contra a companhia do exército imperial japonês ao sul comandada pelo general Yanagawa Heisuke, ambas as companhias chinesas são derrotadas e obrigadas a recuar para a cidade de Nanquim, em tentativa de abrir nova resistência ao fronte de duas companhias japonesas que se dividem em três. A terceira companhia comandada pelo general Nakajima Kesago juntamente com as outras duas atacam em 5 de dezembro de 1937 aos arredores das muralhas da cidade de Nanquim ao leste, dando início a uma batalha que dura até a tomada da cidade em 13 de dezembro de 1937.

### O general Tang Shengzhi
O general Tang Shengzhi, responsável pelas tropas chinesas, recebe a dura missão de defender Nanquim, suas tropas sofreram duras baixas contra o exército imperial japonês na cidade de Xangai destruída pelo exército imperial japonês e seus habitantes foram capturados e mortos brutalmente.
O exército chinês, sob o comando do general Tang Shengzhi, se ilha na cidade de Nanquim. O general Chen Cheng e o líder político e militar Chiang Kai-shek, juntamente planejam a retirada de tropas de elite, alegando que as tropas serão liquidadas desnecessariamente.
O general Tang Shengzhi declara publicamente que irá manter o fronte contra as tropas do exército imperial japonês e irá morrer na cidade de Nanquim juntamente com seu exército e civis. Recruta então 100 000 novos soldados na cidade, muitos deles não possuem experiência ou treinamento militar. O general Tang Shengzhi fica ilhado na cidade sem apoio terrestre ou aéreo, suas tropas estão sem comunicação e seus recursos bélicos sofrem constantes perdas, provocando inúmeras desistências ao serviço militar e pânico entre os civis.
O líder político e militar Chiang Kai-shek e o general Chen Cheng se retiram da cidade de Nanquim juntamente com as tropas de elite, sob fortes e constantes bombardeios da força aérea imperial japonesa.
A cidade de Nanquim sofre constantes bombardeios aéreos e está cercada por 9 unidades de infantaria e 2 unidades de artilharia do exército imperial japonês, o príncipe tenente general Asaka Yasuhiko ordena o assalto final a cidade de Nanquim. Todas as unidades de infantaria do exército imperial japonês atacam simultaneamente a cidade de Nanquim liquidando o exército chinês e civis sob a ordem do príncipe tenente general Asaka Yasuhiko, que teria ordenado matar todos os prisioneiros de guerra imediatamente. Homens, mulheres e crianças foram barbaramente mortos em 13 de dezembro de 1937 durante e após o assalto do exército imperial japonês.

## O massacre
Em 13 de dezembro de 1937, o príncipe tenente general Asaka Yasuhiko ordenou que o exército imperial japonês tomasse de assalto a cidade de Nanquim com nove unidades de infantaria, executando todos os prisioneiros de guerra.

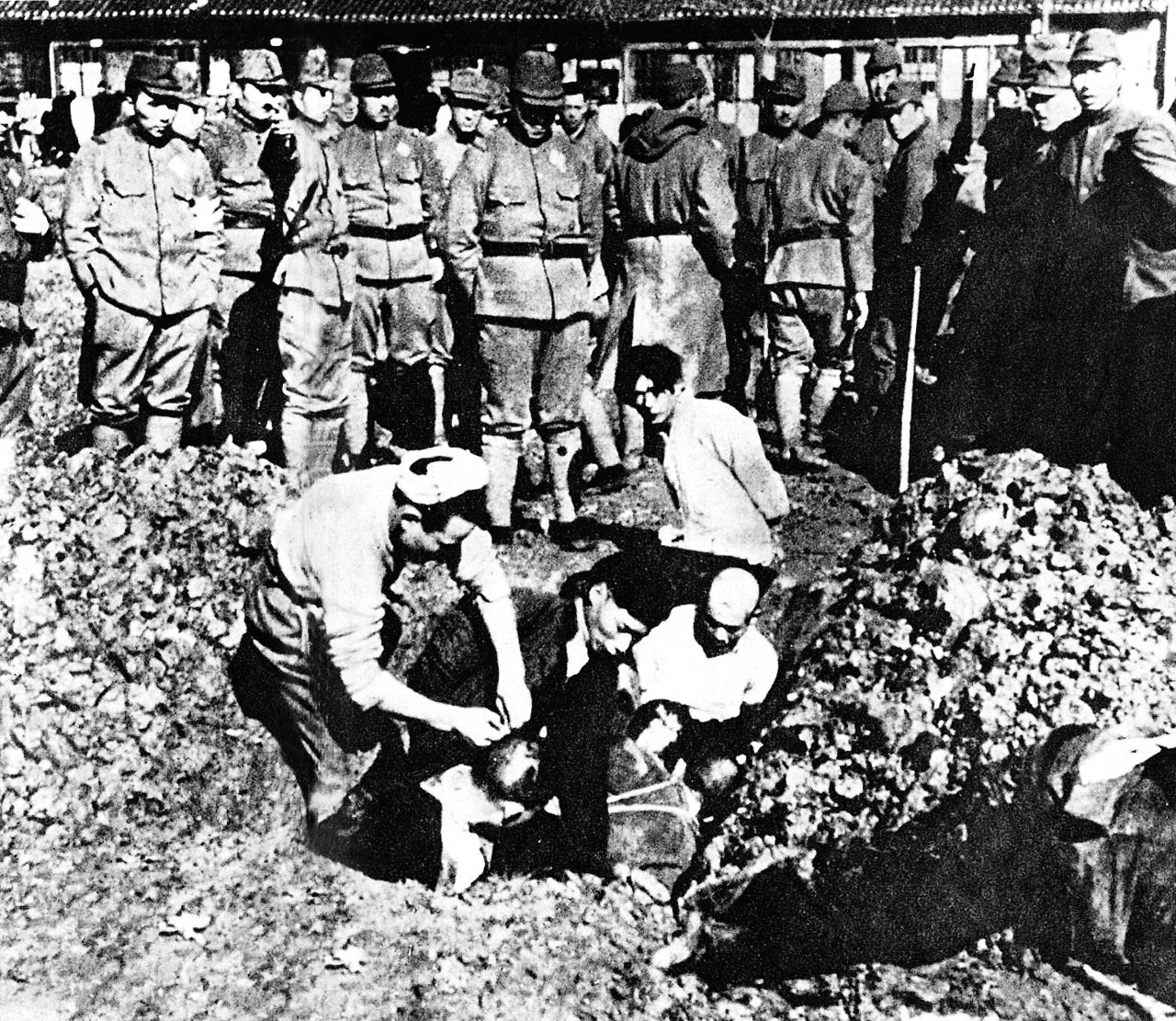
Civis chineses sendo enterrados vivos por soldados japoneses durante o Massacre de Nanquim, na Segunda Guerra Sino-japonesa.

O exército o faz com uma fúria homicida, as ruas estavam repletas de civis em sua maioria, juntamente com soldados chineses em resistência desorganizada e retirada. Civis e soldados chineses foram fuzilados nas ruas por soldados japoneses que buscavam neutralizar a resistência de civis e militares. O exército imperial japonês obteve o controle total da cidade de Nanquim em poucas horas do início do assalto, e inicia a organização e separação de prisioneiros de guerra, militares e civis de forma brutal, homicida e organizada.

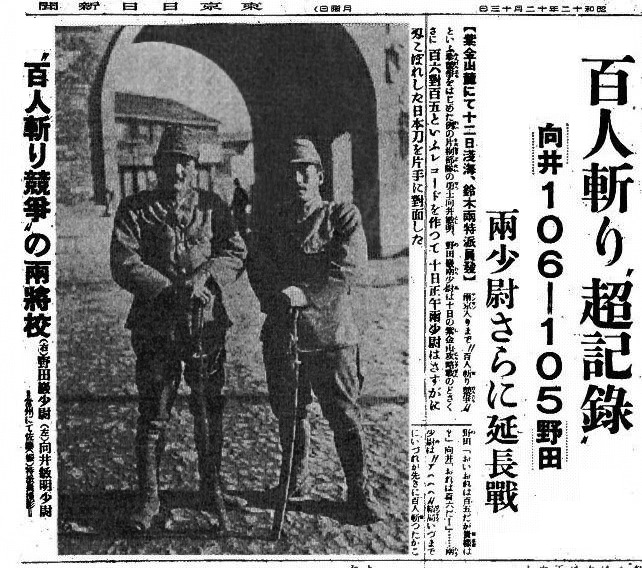
Um artigo de 13 de Dezembro de 1937 no jornal japonês Tokyo Nichi Nichi Shimbun dava conta de uma competição entre dois oficiais (Mukai Toshiaki and Noda Tsuyoshi) sobre quem decapitaria mais rapidamente 100 pessoas usando espadas.

Os militares que sobreviveram ao assalto do exército imperial japonês foram identificados entre os civis e separados, todos os soldados chineses capturados foram torturados, depois fuzilados, enforcados ou decapitados, sofrendo uma morte violenta, uma carnificina humana. Os civis também sofreram com a fúria homicida do assalto a cidade de Nanquim pelo exército imperial japonês, sejam homens, mulheres, crianças e idosos, que foram  mortos cruelmente nas ruas de Nanquim antes da organização civil da cidade. Após o início da organização civil, os civis foram separados por sexo e idade. Homens, mulheres e crianças foram procurados pelo exército imperial japonês nas ruas, casas e templos, onde muitos fugiram da organização civil. Mulheres e crianças se refugiaram inutilmente em templos na cidade de Nanquim, onde as ordens superiores foram aplicadas. Milhares de civis foram fuzilados logo após a organização civil, um número desconhecido (sabe-se que foram centenas) de pessoas entre mulheres, homens e adolescentes foram levados para uma pedreira, onde havia uma imensa cratera. Os soldados japoneses obrigaram os civis chineses a se aglomerarem na cratera, onde minutos depois a cercaram portando metralhadoras e fuzis e abriram fogo contra os civis, onde muitos sobreviveram e agonizaram na cratera. Os superiores ordenaram aos soldados a procurarem por sobreviventes e executá-los, e após a execução de centenas de pessoas o exército imperial japonês continuou a executar civis. Os soldados japoneses sob o comando do general Iwane Matsui realizaram a partir de dezembro de 1937 um efeito-demonstração que converteu-se numa das maiores atrocidades da história contemporânea — o "estupro de Nanquim" (Nanjing Datsusha). A guerra conduzida pelo império do sol nascente assumiu formas repugnantes.
Com a tomada de Nanquim, o massacre tornou-se uma disciplina esportiva e forma de divertimento: os soldados japoneses disputavam a rapidez e eficiência na decapitação dos prisioneiros. Os prisioneiros eram também usados como alvos vivos dos soldados japoneses nos exercícios de assalto com baionetas.
A desumanização também atingiu mulheres e adolescentes chineses, os soldados japoneses buscavam por eles nas casas, ruas e templos para praticar estupros coletivos e individuais, onde foram arrastados pelas ruas e colocados em caminhões. Os soldados japoneses enfrentavam a resistência das mães com brutalidade, socos, tapas e pontapés, até que tomassem os adolescentes pelos cabelos, pernas e arrastassem elas até os caminhões para serem escravas sexuais dos soldados e oficiais do exército imperial japonês, na cidade de Nanquim e em outras localidades.
O massacre durou até fevereiro de 1938, e inúmeras atrocidades foram cometidas. O governo japonês até hoje nega muitos fatos e relatos em documentos oficiais chineses. Muitas das informações sobre o massacre de Nanquim, que são de livre acesso ao público, são fornecidas por ONGs e outras instituições não governamentais, que disponibilizam materiais fotográficos e documentos oficiais do governo da China sob o conhecimento de autoridades chinesas.
Foram executadas 150 a 300 mil pessoas nas mais atrozes condições (mulheres estupradas, homens torturados, crianças enterradas vivas). A cidade foi saqueada e incendiada. O massacre de Nanquim seria o único crime de guerra a ser tratado separadamente pelo Tribunal de Tóquio. O general Iwane Matsui foi condenado à morte por não ter impedido a carnificina cometida pelas tropas que comandava.

### O estupro de Nanquim
O Tribunal Militar Internacional para o Extremo Oriente estimou que 20 000 mulheres, incluindo algumas crianças e idosas, foram abusadas durante a ocupação. Um grande número de violações foi feito sistematicamente pelos soldados japoneses enquanto iam de porta em porta, à procura de mulheres e meninas, com muitas delas sendo capturadas e violadas em grupo. As mulheres eram frequentemente mortas imediatamente após serem violadas, muitas vezes por mutilação explícita ou por penetração das vaginas com baionetas, longas varas de bambu, ou outros objetos. As crianças pequenas não estavam isentas destas atrocidades, e eram rasgadas quando os soldados japoneses às violavam.

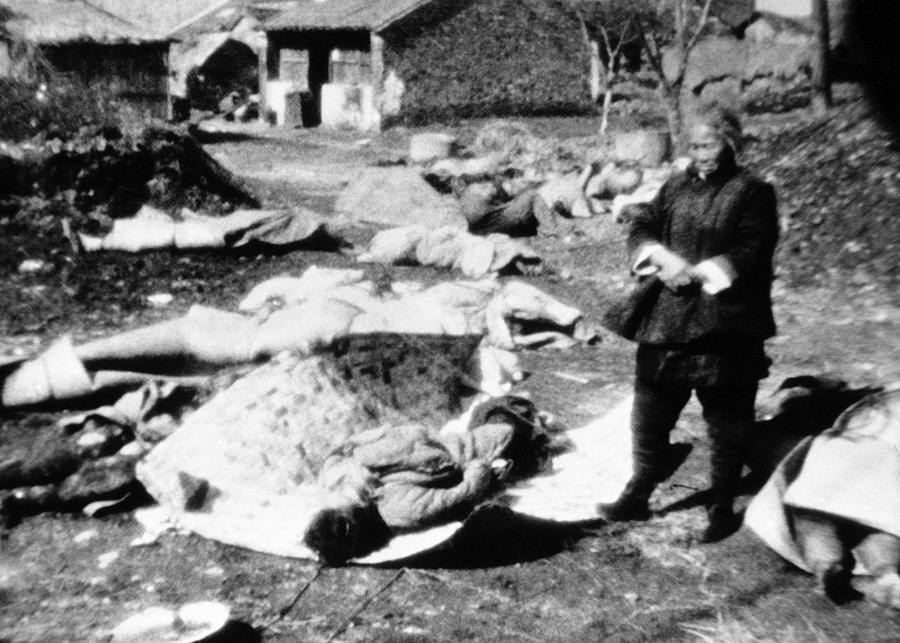
Num dos casos descritos por John Magee, em 13 de Dezembro de 1937, cerca de 30 soldados torturaram, violaram e mataram na mesma casa uma família inteira de 11 pessoas, incluindo bebês; uma criança de dois anos foi cortada a meio com uma espada. Duas crianças que sobreviveram foram encontradas duas semanas depois

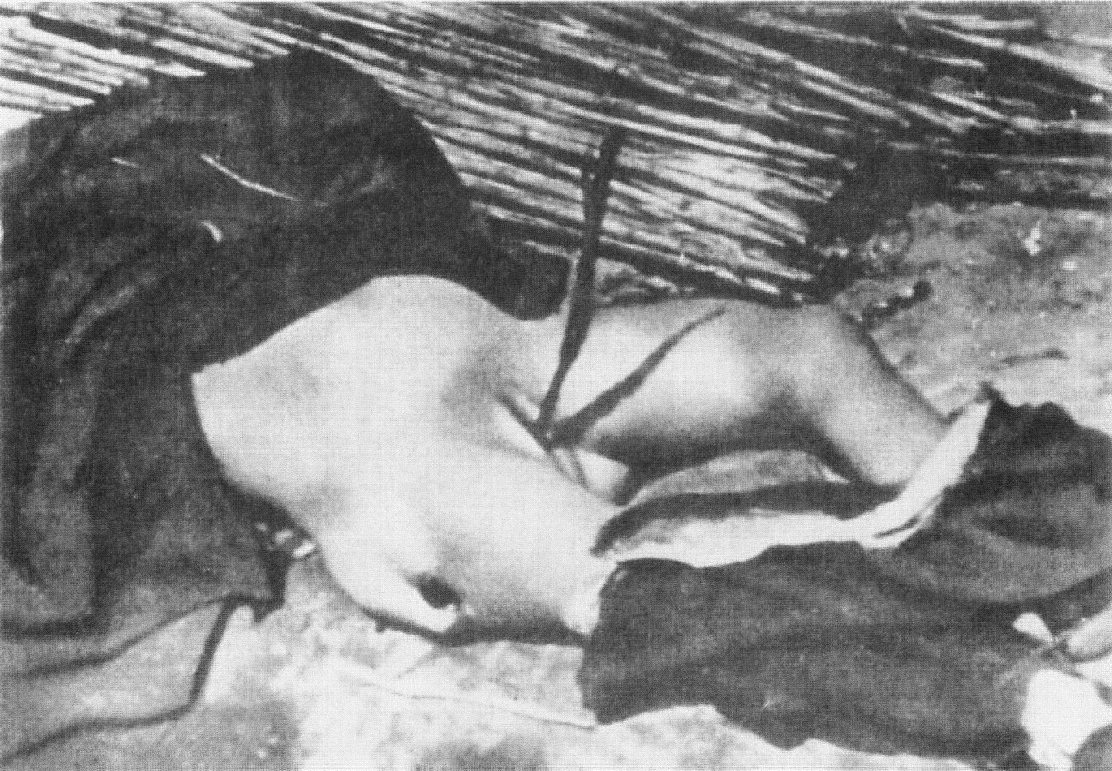
Foto tirada em Xuzhou, mostrando o corpo de uma mulher profanado de maneira semelhante ao caso 5 do filme do missionário John Magee.

Iris Chang observa que uma das consequências mais bizarras das violações em massa em Nanking foi a resposta japonesa aos protestos das nações ocidentais. Em vez de conter ou punir os responsáveis, o alto comando japonês organizou um sistema militar de casas de prostituição,
Mais tarde o Governo japonês recusou-se a reconhecer a responsabilidade desses atos, insistindo durante décadas que foram os empresários na iniciativa privada, e não o governo imperial, que dirigiu os bordéis militares durante a guerra. No entanto, em 1991, o historiador japonês Yoshimi Yoshiaki descobriu nos arquivos da Agência de Defesa Japonesa um documento da época intitulado "Sobre o Recrutamento de mulheres para bordéis militares". O documento continha ordens para a construção imediata de "instalações de conforto sexual" para impedir as tropas de violar mulheres nas regiões que elas controlavam na China, exibindo o
A primeira casa oficial de "mulheres de conforto"  abriu precisamente perto de Nanking, em 1938.

## A Zona de Segurança de Nanquim
Muitos estrangeiros viviam em Nanquim antes da sua queda. Após os acontecimentos, cerca de 22 deles permaneceram, e brevemente também vários jornalistas, que partiram poucos dias após a queda da cidade para relatar os primeiros massacres. Quando os japoneses se aproximaram de Nanquim, em meados de Novembro, um grupo de estrangeiros preocupados criou o Comité Internacional de Segurança de Nanquim para estabelecer uma zona de segurança a fim de proteger os refugiados. John Rabe, um homem de negócios alemão e o líder do partido nazi em Nanquim, foi eleito presidente do comité e chefe da zona de segurança (uma braçadeira com a cruz suástica, identificando-o com o Terceiro Reich, um aliado do Japão, ajudou-o a intervir em prol dos refugiados).  Outros membros desse comité incluiram Christian Kroger, George Ashmore, Robert O. Wilson, Richard Brady, James McCallum, Wilhelmina Vautrin, Lewis SC Smythe, e W. Plumer Mills. Para além da protecção dos refugiados, os membros do comité mantiveram também registos pormenorizados do massacre, que contribuiram para o conhecimento internacional, e testemunharam perante um tribunal internacional após a guerra.
A criação da zona foi inspirada pelo padre francês Jacquinot de Bessage, que tinha estabelecido uma zona neutra semelhante para 450 000 refugiados  durante a Batalha de Xangai. A zona tinha uma área de cerca de 6,5 km2 e estava localizada a oeste do centro da cidade. No seu interior contavam-se a Universidade de Nanquim, o Hospital Universitário de Nanquim, a Escola Universitária para Mulheres de Ginling, a Embaixada  dos EUA e uma série de edifícios do governo chinês. Após a queda da cidade, centenas de milhares de pessoas esconderam-se na zona. Ao mesmo tempo, os japoneses recusaram-se a aceitar a própria criação da zona e, mais tarde, tentaram cancelá-la várias vezes. Após a queda da cidade, foram muito menos insistentes, mas mesmo aqui procuraram frequentemente homens jovens, que executaram, ou mulheres, que foram levadas para bordéis. Os refugiados eram constantemente ameaçados. Só a presença ou intervenção pessoal dos estrangeiros impedia muitas vezes o pior. Outros problemas dentro da zona incluíam a superlotação, a falta de alimentos, de medicamentos e condições de higiene catastróficas.
Apesar das condições muito difíceis, porém, a zona cumpriu em grande parte o seu objectivo. Após a queda da cidade, 300 000 refugiados, ou seja, até metade da população da cidade, retiraram-se gradualmente para a zona e a a maioria deles sobreviveu ao massacre.

## Negação do massacre
O Revisionismo do Massacre de Nanquim é uma teoria revisionista defendida parcialmente por alguns historiadores ligados á direita nacionalista japonesa e por alguns políticos japoneses.
De acordo com estas teorias, as fotografias das atrocidades foram consideradas pelos pesquisadores destes estudos como montagens, encenadas, ou substituídos por falsas (civis mortos durante as guerras civis travadas entre os comunistas chineses e nacionalistas chineses na China), cujas fotografias podem ser traçadas em livros de propaganda de guerra e nenhuma delas, segundo eles, provaria massacre de civis praticados por militares japoneses em Nanquim.
O livro What War Means, considerado prova absoluta do massacre, teria sido compilado e publicado pela Divisão de Contra-Inteligência do Ministério da Informação da China e por isso não pode ser aceito como imparcial, segundo este ponto de vista.

## Provas do massacre
O massacre de Nanquim é um facto sólidamente estabelecido,  aceito pela grande maioria dos historiadores, com inúmeras provas dos acontecimentos e testemunhos pessoais. Como habitual em situações de guerra, apenas subsistem dúvidas sobre o número de vítimas.
O grupo de estrangeiros que ficou em Nanquim foi testemunha directa de muitos dos crimes.  Nos EUA, a biblioteca da Universidade de Yale conserva alguns originais desses testemunhos.
O missionário  John Gillespie Magee fez um pequeno filme de 16mm no local (das cópias que  foram feitas, uma sobrevive, e está no museu das vítimas do massacre de Nanquim).
O dinamarquês Bernhard Arp Sindberg  foi também testemunha dos acontecimentos e tirou centenas de fotos, mais tarde reunidas num álbum e agora num museu do Texas, EUA.
John Rabe  ( "o bom nazi" ) manteve também um diário sobre os acontecimentos. Mais tarde, em 1938, regressando à Alemanha, seria preso pela Gestapo e avisado para se calar sobre o assunto.
O livro What War Means, uma das fontes do Massacre de Nanquim, foi editado por Harold Timperley, jornalista do britânico Manchester Guardian, (actual The Guardian),  foi uma das  bases para acusações de crimes de guerra. O livro de Timperley, afirma o jornal, longe de ter sido "encomendado" pelos serviços secretos chineses, como alguns estudiosos japoneses agora insinuam, foi inspirado por membros do "comité internacional" de estrangeiros em Nanquim.
São aceitos também como provas dos massacres artigos publicados no Chicago Daily News e no New York Times. O reverendo Miner Searle Bates, que ensinava na Universidade de Nanquim e, segundo os revisionistas,  era conselheiro do Ministério da Informação da China, seria a fonte destas notícias.
Depois da guerra, ficaram conhecidos vários testemunhos de antigos soldados japoneses, como Shiro Azuma, que admitiu a sua participação nos massacres, publicou um livro sobre a sua experiência e visitou a China várias vezes, pedindo desculpa dos seus actos e colaborando com académicos chineses na busca de provas. Azuma comentou a mentalidade dominante na épocaː "Ensinaram-nos que éramos uma raça superior, pois vivíamos apenas para o bem de um deus  - o nosso imperador. Mas os chineses não. Por isso não tínhamos senão  desprezo por eles".
Outros testemunhos são o do  veterano da Marinha Mitani Sho, e outros, muitas vezes ocultos sob pseudónimos.
Também correspondentes de guerra japoneses foram testemunhas de muitos dos acontecimentos.